# Membres del Basketball Hall of Fame
Això és la llista del membres del Basketball Hall of Fame o el «saló dels famosos del basquetbol». A la darreria de 2024 hi figuraven 473 jugadors o entrenadors.

## A
- Senda Berenson Abbott, Contribuïdora
- Kareem Abdul-Jabbar, Jugador
- Lidia Alexeyeva, Entrenadora
- All American Red Heads, Equip
- Forrest "Phog" Allen, Entrenador
- W. Harold Anderson, Entrenador
- Nate "Tiny" Archibald, Jugador
- Paul Arizin, Jugador
- Arnold "Red" Auerbach, Entrenador
- Geno Auriemma, Entrenador

## B
- Charles Barkley, Jugador
- Don Barksdale, Contribuïdor
- Thomas B. Barlow, Jugador
- Leon Barmore, Entrenador
- Justin M. "Sam" Barry, Entrenador
- Richard F. Barry, Jugador
- Richard "Dick" Bavetta, Àrbitre
- Elgin Baylor, Jugador
- Zelmo Beaty, Jugador
- John Beckman, Jugador
- Clair Bee, Contribuïdor
- Walter Bellamy, Jugador
- Serguei Belov, Jugador
- Danny Biasone, Contribuïdor
- David Bing, Jugador
- Larry J. Bird, Jugador
- Carol Blazejowski, Jugador
- Ernest A. Blood, Entrenador
- Jim Boeheim, Entrenador
- Bernard Borgmann, Jugador
- William W. Bradley, Jugador
- Joseph R. Brennan, Jugador
- Hubert "Hubie" Brown, Contribuïdor
- Larry Brown, Entrenador
- Roger Brown, Jugador
- Walter A. Brown, Contribuïdor
- Buffalo Germans, Equip
- John W. Bunn, Contribuïdor
- Jerry Buss, Contribuïdor

## C
- Jim Calhoun, Entrenador
- John Calipari, Entrenador
- Howard G. Cann, Entrenador
- Henry Clifford Carlson, Entrenador
- Lou Carnesecca, Entrenador
- Bernard L. Carnevale, Entrenador
- Pete Carril, Entrenador
- Everett N. Case, Entrenador
- Original Celtics, Equip
- Alfred N. Cervi, Jugador
- Wilt Chamberlain, Jugador
- Van Chancellor, Entrenador
- John Chaney, Entrenador
- Nat Clifton, Contribuïdor
- Jerry Colangelo, Contribuïdor
- Jody Conradt, Entrenador
- Charles T. Cooper, Jugador
- Cynthia Cooper-Dyke, Jugador
- Kresimir Cosic, Jugador
- Bob Cousy, Jugador
- Dave Cowens, Jugador
- Joan Crawford, Jugador
- Denny Crum, Entrenador
- William J. Cunningham, Jugador
- Denise Curry, Jugador

## D
- Drazen Dalipagic, Jugador
- Chuck Daly, Entrenador
- Louie Dampier, Jugador
- Mel Daniels, Jugador
- Adrian Dantley, Jugador
- William Davidson, Contribuïdor
- Robert E. Davies, Jugador
- Everett S. Dean, Entrenador
- Forrest S. DeBernardi, Jugador
- Dave DeBusschere, Jugador
- Henry G. "Dutch" Dehnert, Jugador
- Antonio Diaz-Miguel, Entrenador
- Edgar A. Diddle, Entrenador
- Anne Donovan, Jugador
- Robert L. Douglas, Contribuïdor
- Bruce Drake, Entrenador
- Clyde Drexler, Jugador
- Alva O. Duer, Contribuïdor
- Joe Dumars, Jugador

## E
- Teresa Edwards, Jugador
- Wayne Embry, Contribuïdor
- Paul Endacott, Jugador
- Alex English, Jugador
- James E. Enright, Àrbitre
- Julius Erving, Jugador
- Patrick Ewing, Jugador

## F
- Clifford B. Fagan, Contribuïdor
- Pedro Ferrándiz, Entrenador
- The First Equip, Equip
- Harry A. Fisher, Contribuïdor
- Lawrence Fleisher, Contribuïdor
- Harold E. Foster, Jugador
- Walt Frazier, Jugador
- Max Friedman, Jugador
- Joseph F. Fulks, Jugador

## G
- Clarence E. Gaines, Entrenador
- Lauren Gale, Jugador
- Harry J. Gallatin, Jugador
- Alessandro "Sandro" Gamba, Entrenador
- James H. "Jack" Gardner, Entrenador
- Darell Garretson, Àrbitre
- Pau Gasol, Jugador
- William "Pop" Gates, Jugador
- Dave Gavitt, Contribuïdor
- Lindsay Gaze, Entrenador
- George Gervin, Jugador
- Amory T. Gill, Entrenador
- Artis Gilmore, Jugador
- Tom Gola, Jugador
- Aleksandr Gómelski, Entrenador
- Gail Goodrich, Jugador
- Edward Gottlieb, Contribuïdor
- Russ Granik, Contribuïdor
- Harold E. Greer, Jugador
- Robert F. Gruenig, Jugador
- Richie Guerin, Jugador
- Dr. Luther Gulick, Contribuïdor
- Sue Gunter, Entrenador

## H
- Clifford O. Hagan, Jugador
- Alex Hannum, Entrenador
- Victor A. Hanson, Jugador
- Harlem Globetrotters, Equip
- Lusia Harris-Stewart, Jugador
- Lester Harrison, Contribuïdor
- Marv K. Harshman, Entrenador
- Don Haskins, Entrenador
- Sylvia Hatchell, Entrenador
- John Havlicek, Jugador
- Connie Hawkins, Jugador
- Elvin Hayes, Jugador
- Marques Haynes, Jugador
- Spencer Haywood, Jugador
- Chick Hearn, Contribuïdor
- Tommy Heinsohn, Jugador i Entrenador
- Edwin Bancroft Henderson, Contribuïdor
- George T. Hepbron, Àrbitre
- Ferenc Hepp, Contribuïdor
- Edgar S. Hickey, Entrenador
- Edward J. Hickox, Contribuïdor
- Paul D. Hinkle, Contribuïdor
- Howard A. Hobson, Entrenador
- Nat Holman, Jugador
- William "Red" Holzman, Entrenador
- Robert J. Houbregs, Jugador
- Bailey Howell, Jugador
- George H. Hoyt, Àrbitre
- Robert "Bob" Hurley, Sr., Entrenador
- Charles D. Hyatt, Jugador

## I
- Hank Iba, Entrenador
- Immaculata College, Equip
- Edward S. "Ned" Irish, Contribuïdor
- John Isaacs, Jugador
- Dan Issel, Jugador
- Allen Iverson, Jugador
- Tom Izzo, Entrenador

## J
- Phil Jackson, Entrenador
- Buddy Jeannette, Jugador
- William C. Johnson, Jugador
- Donald Neil Johnston, Jugador
- Dennis Johnson, Jugador
- Earvin Johnson, Jr., Jugador
- Gus Johnson, Jugador
- K.C. Jones, Jugador
- R. William Jones, Contribuïdor
- Sam Jones, Jugador
- Michael Jordan, Jugador
- Alvin F. Julian, Entrenador

## K
- Frank W. Keaney, Entrenador
- J. Walter Kennedy, Contribuïdor
- Matthew P. Kennedy, Àrbitre
- George E. Keogan, Entrenador
- Bernard King, Jugador
- Robert M. Knight, Entrenador
- Phil Knight, Contribuïdor
- Edward W. Krause, Jugador
- Mike Krzyzewski, Entrenador
- John Kundla, Entrenador
- Robert A. Kurland, Jugador

## L
- Ward L. Lambert, Entrenador
- Bob Lanier, Jugador
- Joe Lapchick, Jugador
- Lloyd R. Leith, Àrbitre
- Meadowlark Lemon, Contribuïdor
- Bob Leonard, Entrenador
- Lisa Leslie, Jugador
- Guy Lewis, Entrenador
- Nancy Lieberman, Jugador
- Emil S. Liston, Contribuïdor
- Harry Litwack, Entrenador
- Earl Lloyd, Contribuïdor
- Kenneth D. Loeffler, Entrenador
- Arthur C. "Dutch" Lonborg, Entrenador
- Clyde E. Lovellette, Jugador
- Jerry Lucas, Jugador
- Angelo "Hank" Luisetti, Jugador

## M
- Edward C. Macauley, Jugador
- Ubiratan Pereira Maciel, Jugador
- Herb Magee, Entrenador
- Karl Malone, Jugador
- Moses Malone, Jugador
- Pete Maravich, Jugador
- Šarūnas Marčiulionis, Jugador
- Hortencia de Fatima Marcari, Jugador
- Slater Martin, Jugador
- Robert McAdoo, Jugador
- Katrina McClain, Jugador
- Branch McCracken, Jugador
- Jack McCracken, Jugador
- Arad A. McCutchan, Entrenador
- Robert McDermott, Jugador
- Alfred J. McGuire, Entrenador
- Frank J. McGuire, Entrenador
- Richard S. McGuire, Jugador
- Kevin McHale, Jugador
- John B. McLendon, Jr., Contribuïdor i Entrenador
- Walter E. Meanwell, Entrenador
- Dino Meneghin, Jugador
- Raymond J. Meyer, Entrenador
- Ann Meyers, Jugador
- Zigmund "Red" Mihalik, Àrbitre
- George Mikan, Jugador
- Vern Mikkelsen, Jugador
- Cheryl Miller, Jugador
- Ralph H. Miller, Entrenador
- Reggie Miller, Jugador
- William G. Mokray, Contribuïdor
- Earl Monroe, Jugador
- Billie Moore, Entrenador
- Ralph Morgan, Contribuïdor
- Frank Morgenweck, Contribuïdor
- Alonzo Mourning, Jugador
- Chris Mullin, Jugador
- Calvin Murphy, Jugador
- Charles C. Murphy, Jugador
- Dikembe Mutombo, Jugador

## N
- Dr. James Naismith, Contribuïdor
- Don Nelson, Entrenador
- New York Rens, Equip
- Peter F. Newell, Contribuïdor
- Charles Newton, Contribuïdor
- Hank Nichols, Àrbitre
- Aleksandar Nikolic, Entrenador
- Mirko Novosel, Entrenador
- John P. Nucatola, Àrbitre

## O
- John J. O'Brien, Contribuïdor
- Lawrence F. O'Brien, Contribuïdor
- Hakeem Olajuwon, Jugador
- Shaquille O'Neal, Jugador
- Harold G. Olsen, Contribuïdor
- Lute Olson, Entrenador

## P
- Harlan O. Page, Jugador
- Robert Parish, Jugador
- Gary Payton, Jugador
- Ubiratan Pereira, Jugador
- Drazen Petrovic, Jugador
- Bob Pettit, Jugador
- Andy Phillip, Jugador
- Scottie Pippen, Jugador
- Rick Pitino, Entrenador
- Maurice Podoloff, Contribuïdor
- James C. Pollard, Jugador
- Henry V. Porter, Contribuïdor
- Cumberland Posey, Jugador

## Q
- Ernest C. Quigley, Àrbitre

## R
- Jack Ramsay, Entrenador
- Frank V. Ramsey, Jr., Jugador
- George Raveling, Contribuïdor
- Willis Reed, Jugador
- William A. Reid, Contribuïdor
- Jerry Reinsdorf, Contribuïdor
- Pat Riley, Entrenador
- Elmer H. Ripley, Contribuïdor
- Arnold "Arnie" Risen, Jugador
- Oscar Robertson, Jugador
- David Robinson, Jugador
- Guy Rodgers, Jugador
- Dennis Rodman, Jugador
- John S. Roosma, Jugador
- Cesare Rubini, Entrenador
- Marvin "Mendy" Rudolph, Àrbitre
- Adolph F. Rupp, Entrenador
- Cathy Rush, Entrenador
- John D. "Honey" Russell, Jugador
- William F. Russell, Jugador

## S
- Arvydas Sabonis, Jugador
- Leonard D. Sachs, Entrenador
- Lynn W. St. John, Contribuïdor
- Ralph Sampson, Jugador
- Tom "Satch" Sanders, Contribuïdor
- Abe Saperstein, Contribuïdor
- Arthur A. Schabinger, Contribuïdor
- Dolph Schayes, Jugador
- Ernest J. Schmidt, Jugador
- Oscar Schmidt, Jugador
- John J. Schommer, Jugador
- Barney Sedran, Jugador
- Ulyana Semyonova, Jugador
- Bill Sharman, Jugador i Entrenador
- Everett F. Shelton, Entrenador
- J. Dallas Shirley, Àrbitre
- Jerry Sloan, Entrenador
- Dean E. Smith, Entrenador
- Amos Alonzo Stagg, Contribuïdor
- Dawn Staley, Jugador
- Borislav Stankovic, Contribuïdor
- Christian Steinmetz, Jugador
- Edward S. Steitz, Contribuïdor
- David Stern, Contribuïdor
- John Stockton, Jugador
- Maurice Stokes, Jugador
- C. Vivian Stringer, Entrenador
- Earl Strom, Àrbitre
- Pat Summitt, Entrenador
- Sheryl Swoopes, Jugador

## T
- Jerry Tarkanian, Entrenador
- Reece "Goose" Tatum, Jugador
- Charles H. Taylor, Contribuïdor
- Fred R. Taylor, Entrenador
- Bertha F. Teague, Contribuïdor
- Texas Western, Equip
- Isiah Thomas, Jugador
- David Thompson, Jugador
- John Thompson, Jr., Entrenador
- John "Cat" Thompson, Jugador
- Nate Thurmond, Jugador
- David Tobey, Àrbitre
- Oswald Tower, Contribuïdor
- Arthur L. Trester, Contribuïdor
- Jack K. Twyman, Jugador

## U
- Westley Unseld, Jugador

## V
- Tara VanDerveer, Entrenador
- Robert P. Vandivier, Jugador
- Dick Vitale, Contribuïdor

## W
- Edward A. Wachter, Jugador
- L. Margaret Wade, Entrenador
- David H. Walsh, Àrbitre
- William T. Walton III, Jugador
- Robert Wanzer, Jugador
- Stanley H. Watts, Entrenador
- W. R. Clifford Wells, Contribuïdor
- Jerry West, Jugador
- Jo Jo White, Jugador
- Nera D. White, Jugador
- Louis G. Wilke, Contribuïdor
- Lenny Wilkens, Jugador i Entrenador
- Jacques Dominique Wilkins, Jugador
- Roy Williams, Entrenador
- Tex Winter, Entrenador
- Lynette Woodard, Jugador
- Morgan Wootten, Entrenador
- John Wooden, Jugador i Entrenador
- Phil Woolpert, Entrenador
- James Worthy, Jugador

## Y
- Yao Ming, Jugador
- George Yardley, Jugador
- Kay Yow, Entrenador

## Z
- Fred Zollner, Contribuïdor

## 1
- Selecció olímpica dels Estats Units 1960, Equip
- Selecció olímpica dels Estats Units 1992, Equip